# Az elektromosság története
Az elektromosság története (angolul: Shock and Awe: The Story of Electricity) egy háromrészes brit televízió-sorozat, amely az elektromosság felfedezésének történetét és a hozzá kapcsolódó kísérletek sorozatát mutatja be. A sorozat a Open University és a BBC társprodukciójában készült, premierjére 2011 októberében a BBC Four csatornán került sor. A műsor narrátora Jim Al-Khalili.

## Epizódok
- Spark: az úttörők hogyan oldották fel az elektromosság rejtélyeit, és milyen furcsa eszközöket építettek annak létrehozására.
- The Age of Invention: a mágnesség és az elektromosság kapcsolatának kihasználása hogyan változtatta meg a világot.
- Revelations and Revolutions: évszázados kísérletezés után, hogyan értettük meg végre az elektromágnességet.

### Spark
Az első részben Al-Khalili bemutatja az elektromosság megértésének történetét, és erejének kihasználását. Az epizód a következő "természet filozófusok" eredményeit fedi le: Francis Hauksbee, Stephen Gray, Musschenbroek, Benjamin Franklin, Henry Cavendish, Galvani, Volta és Humphry Davy.
A műsor Hauksbee találmányával, a statikus elektromosság-generátorral, majd a nagy gondolkodóknak történt, azt követő bemutatójával kezdődik. Magában foglalja Franklin munkásságát és a villám befogására és megszelídítésére irányuló kísérletét. A történet ezután Cavendish vizsgálatával folytatódik, az elektromos sokkot okozó torpedó halakkal. Al-Khalili kifejti a Volta felfedezését - egy réz érme és egy ezüst kanál egyidejű megnyalása bizsergető érzést hoz létre - követő elektromos akkumulátor kifejlesztését. A műsor az elektromosság kereskedelmi célú felhasználásának területén tett áttörő felfedezéssel zárul: Humphry Davy bemutatta az első karbon-ívlámpát a Royal Institution tagjai előtt.

### The Age of Invention
A második epizódban Jim professzor kitér azokra a tudósokra, akik felfedezték az elektromosság és a mágnesség közti kapcsolatot, ami aztán az elektromos energia termelésének módjához vezetett: Hans Christian Ørsted, Michael Faraday, William Sturgeon és Joseph Henry.
A kereskedelmi alkalmazások fejlesztése Samuel Morse-al indult, és Al-Khalili elmeséli az 1866-os transzatlanti kábel történetét; majd az "áramháborút": Thomas Alva Edison egyenáramának és Nikola Tesla váltóáramának rivalizálását, melybe George Westinghouse is beleszólt.

### Revelations and Revolutions
Az utolsó részben Al-Khalili végigvezeti az elektromosság történetét napjainkig; bemutatva James Clerk Maxwell,  Heinrich Hertz, Oliver Lodge, Jagadish Bose, William Crookes, Herbert Mataré & Heinrich Welker, és William Shockley eredményeit.

## Fordítás
- Ez a szócikk részben vagy egészben  a   Shock and Awe: The Story of Electricity című angol Wikipédia-szócikk ezen változatának fordításán alapul.  Az eredeti cikk szerkesztőit annak laptörténete sorolja fel. Ez a jelzés csupán a megfogalmazás eredetét és a szerzői jogokat jelzi, nem szolgál a cikkben szereplő információk forrásmegjelöléseként.